# Temperatuurmapping
Temperatuurmapping, ook wel met de Engelse term thermal mapping aangeduid, is het systematisch in kaart brengen van temperatuurcondities, temperatuurgelijkheid en temperatuurverloop. Dit gebeurt in meerdere vakgebieden, waaronder met name geografie, geconditioneerde opslag en wegenbouw.

## Geografie
Temperatuurmapping is in de geografie het in kaart brengen van de temperatuurcondities in een bepaald gebied. Zo verzamelt de Lunar Reconnaissance Orbiter gegevens over het klimaat op de Maan om een temperatuurmap te kunnen samenstellen.

## Geconditioneerde ruimtes
Vaak worden er instanties als de FDA of door producenten eisen in het kader van bijvoorbeeld GMP gesteld aan de ruimte waarin temperatuurgevoelige goederen zijn opgeslagen. Temperatuurmapping, in dit kader ook wel temperatuurvalidatie genoemd, geeft inzicht in de vraag hoe een bepaalde ruimte zich thermisch gedraagt over een bepaalde periode. Zo kan de temperatuur in een gekoeld magazijn overdag stijgen doordat de deuren regelmatig geopend zijn voor orderpicking. Vaak wordt temperatuurmapping uitgevoerd voorafgaand aan de plaatsing van een temperatuurbewakings- of alarmsysteem. De mapping geeft daarbij inzicht in de locaties waar sensoren moeten worden bevestigd; men kan bijvoorbeeld zien dat de temperatuur vlak bij een koelmotor lager is dan elders, of juist bij een deur regelmatig hoger dan in de rest van het magazijn.
Temperatuurmapping in temperatuurgecontroleerde ruimtes wordt uitgevoerd door een (groot) aantal temperatuurloggers te plaatsen op vooraf te bepalen locaties. Zo kan een volledig beeld worden gecreëerd van de temperatuurgelijkheid in de gehele ruimte.

## Wegenbouw
De temperatuur van het wegdek is van invloed op de verkeersveiligheid, zoals bij gladheid door vorst. Deze gladheid kan zich op bepaalde gedeelten van een weg manifesteren, terwijl andere weggedeelten nog veilig te gebruiken zijn. Tevens kunnen extreem hoge of lage temperaturen leiden tot schade aan het wegdek. Door middel van temperatuurmapping kan exact worden getoond waar de warme of koude plekken zich bevinden, zodat men hiermee bij het beheer en onderhoud rekening kan houden.